# Сирийска кухня
Сирийската кухня (на арабски: مطبخ سوري) включва кулинарните традиции и обичаи на съвременна Сирия, съчетавайки обичаите на народите, заселили се в Сирия през цялата ѝ история. Тя е разновидност на арабската кухня със силни местни традиции, със значителни кавказки, турски и френски влияния. Сирия е страна с древна земеделска култура, където отсъстват грубо приготвените съставки. Има фино смляна (къббе, фалафел) и кремообразна храна (хумус). Често срещани са ястията с патладжани (мусака). Има и варен боб (Фул Медамес). Често основното ястие може да бъде украсено с нарязани зеленчуци (табуле). Преобладават десертите и сладкишите с ядки (баклава, полворон). Традиционни за Сирия са сусамовите подправки (тахан).

## Обща информация
През вековете средиземноморската кухня се свързва с преобладаващите там религии, които естествено повлияат на сирийската кухня и нейната кухня се променя със смяната на религиите и тяхното разпространение в Сирия и в цялото Средиземноморие. Преди появата на християнството в Сирия има четири основни кухни: древноримска кухня, базирана на хляба, месото и бирата, финикийска кухня, базирана на зеленчуците, зехтина и виното, еврейска кухня, базирана на зърнените храни, и савейско-мандейска кухня, която по-късно се превръща в сирийска ислямска кухня. С появата на християнството финикийската кухня еволюира в християнската кухня, известна днес в Сирия като саамска кухня, а от 16 век в Сирия се появяват нови разновидности на кухнята – сефарадска еврейска кухня и андалуска ислямска кухня, които въвеждат ястия като табуле и мусака.
По време и след края на ислямската епоха  арабската кухня оказва определящо влияние сред семейния клан на Омаядите. По време на династията на Абасидите персийската кухня става все по-влиятелна. След като Османската империя идва на власт в Сирия, турската кухня става по-стабилна. Има силно влияние на френската кухня, тъй като Сирия е окупирана от френски войски от 1926 до 1946 г.
Сирийската кухня е подобна на тази в регионите от Южна Йордания до Ливан, от западния бряг на Средиземно море до река Ефрат. Тези региони на изток от Средиземно море се наричат Левант. Левантът е транзитна зона от векове за чуждестранни владетели и търговци, които повлияват значително на кулинарните традиции. Кухнята на Леванта е ароматна, характеризираща се с прост начин на приготвяне на храната, характеризиращ се с изобилие от зеленчуци и сравнително малко количество месо. Тази традиция по-късно се превръща в хранителна тенденция и в Европа. Левантийското влияние върху сирийската кухня се отразява в ароматните подправки и разнообразието от зеленчуци и бобови растения.

### Сезонен характер
Сирийската кухня има подчертан сезонен характер. В миналото земеделието и животновъдството са били основният поминък на населението. Затова в кухнята са използвани отглеждани селскостопански продукти, както и млечни продукти и месо. Всеки сезон предлага различни съставки. През пролетта зелените диви растения като мащерка, глухарче, слез и мента се използват за приготвяне на типичните пролетни ястия. През пролетта се берат и различни треви, нахут, лозови листа и боб. Пролетните тучни и богати пасища за добитък осигуряват основата за крема сирене, кисело мляко и масло. Летните ястия използват много разновидности на плодове, зеленчуци и треви, домати, краставици, бамя, бакла, диня, кактусови плодовеъи кайсии. През лятото се жъне пшеница. Есенните ястия използват грозде, царевица, маслини и ядки. По това време на годината се събират дюли, тикви и ябълки. Зимните ястия използват предварително запасени плодове, зеленчуци, зърнени храни, бобови растения, напитки и млечни продукти. Лукът и зехтинът се използват целогодишно. Още преди 5000 години зехтинът е използван в сирийската кухня. Основната характеристика на кухнята е използването на подправки и пресни билки.

### Регионални особености
Географското местоположение в различните региони на Сирия оказва влияние върху кухнята и е в основата на много регионални ястия. В Средиземноморието рибните ястия са по-важни, отколкото в планинските райони. По средиземноморското крайбрежие на страната се яде много морска риба, а в селищата по бреговете на река Ефрат – речна риба. Земеделието или животновъдството е разпределено по различен начин на регионално ниво в Сирия. В крайбрежните и речните райони, както и в планинските райони, е развито селското стопанство (Дамаск, Халеб, Хомс, Хама и сирийското крайбрежие). В други райони преобладава животновъдството (Дейр ез-Зор, Ракка и в пустинните и планинските райони в провинцията Латакия, Сувейда и Дамаск). Бедуинските пастири местят стадата си от място на място в зависимост от сезона и метеорологичните условия. В същото време кухнята се адаптира към регионалните и сезонни условия. През зимата бедуините живеят предимно в пустинни райони, а през топлите месеци мигрират към обработваеми земи и планински райони. В планината дивечовото месо обогатява кухнята заедно със свежите продукти. В районите с интензивно животновъдство ястията от говеждо и от овче месо, както и млечните продукти са в основата на кухнята.

### Основни съставки
Основните съставки на сирийската кухня са жито, нахут, маслини, домати, кайсии, нарове, фурми и смокини. Като подправки се използват мента, кориандър, магданоз, кардамон, канела, шафран, сусам и кимион. Доста популярна в Сирия е смес, наречена заатар – прах от различни подправки. Може да съдържа мащерка, сусам, кимион и други. Месото, което се използва в готвенето, е предимно агнешко и пилешко, а в крайбрежните райони и риба. Свинското месо, както във всички мюсюлмански страни, не се обработва и не се яде. Добавят се чесън, лук и зехтин в изобилие. Най-често използваните ферментирали млечни продукти са тези от овче мляко. Много рядко се използват козе и краве мляко.
В Сирия много полезна традиция е свежестта на храната да бъде от първостепенно значение. Продуктите се купуват пресни всеки ден, особено зеленчуците и плодовете, които растат почти през цялата година в благоприятен климат. Повечето магазини обаче са специализирани в един вид хранителен продукт, някои пекарни дори се специализират в отделни печива, някои например в плоски хлябове, други в печива в европейски или ориенталски стил. Най-често заради икономиите сирийците купуват непреработени, нерафинирани храни в големи количества и ги преработват у дома.
Пазарите предлагат местни плодове и зеленчуци, както и месо и хляб. Редовните хранителни продукти като ориз или брашно се купуват в супермаркетите. Замразените храни почти не се използват в сирийската кухня. Лаваш се купува като гарнитура към ястията, а в селските райони обикновено се пекат домашни питки.
В крайбрежните райони често се консумира напитката ал-мате – кофеинова напитка, направена от натрошени листа йерба мате.
Сирийската кухня би могла да се нарече диетична и здравословна, тъй като основните продукти, използвани за готвене, са всички видове зеленчуци, млечни продукти, зърнени храни и подправки.

### Хранителна култура
Общото за цялото Средиземноморие е постоянната готовност за гости. Според сирийските традиции всички ястия в Сирия се носят на голям поднос и се сервират едновременно. Може да се яде каквото си поискаш. Никой не готви и не сервира малки порции, затова съдовете и кухненските прибори са огромни. Гостът няма да има право да напуска масата, докато върху нея има останала храна, а с апетита си той демонстрира отношението си към собственика: колкото повече яде, толкова повече уважение показва. В Сирия се яде с дясната ръка и се държи плосък хляб (хубз е арабската дума за хляб) в лявата ръка, за да се помогне при храненето. Хлябът също така служи като прибор за събиране на парчетата храна или като салфетка, за да се изтрие дискретно соса от пръстите. Индивидуални чинии, вилици и ножове обикновено не се сервират, но само по желание на госта. Хранителните ограничения са свързани предимно със забраната на мюсюлманите за алкохолни напитки и свинско месо.
Много сирийски ястия са трудоемки, тъй като сирийците много обичат да пълнят различни храни. Такива ястия включват пълнени тиквички (махши), лозови листа (сарми), както и къббе (топчета булгур, пълнени с месо, нар и ядки).

## Начин на хранене
В сирийските домакинства храната се готви всеки ден. Посещението в ресторанта е само при специални поводи. Традиционното основно ястие се приготвя от пресни продукти и се яде заедно като семейство. Плодовете обикновено идват от собствената градина или напояваните полета. Основната маса се състои от три ястия. Първото ястие се състои от едно или повече предястия, известни като мезе, обикновено сервирани заедно с арабски хляб преди основното ястие на сирийската кухня. Следва основно ястие с постно месо или зеленчуци и гарнитури като ориз, булгур и плосък хляб. Накрая се сервира десерт, например сладки със сусам или грис. Много рецепти датират поне от 13 век.

### Закуска
Както в много други страни, в Сирия се пият кафе или черен чай със захар за закуска, яде се плосък хляб с фул медамес, маслини, мусаббаха (каша от нахут) и сладко или сирене. Известните местни сирена са халуми, акави, балади или мешалала. Типично ястие за закуска е таамеа (или фалафел). Приготвят се и бъркани яйца или омлети.
За късна закуска през уикенда много сирийски семейства ядат плосък хляб, подобен на пица (манакиш), покрит с арабски риган (заатар), като има и варианти със сирене, кашкавал и маслини, кайма и много други.

### Обяд
Обедът в сирийската кухня е от 13:00 до 16:00 часа, по възможност в семеен кръг. Състои се от няколко ястия, които включват супи и предястия, както и десерт. Предпочитанията за основно ястие варират: от кисело мляко с месо и лук, alshakerih, до къббе (дълбоко пържено, торпедообразно кюфтеподобно ястие от булгур, кайма и подправки, което се пълни с някакво парче месо) до dairi kebab (лаваш пълнен с особено пикантно месо). Обикновено като гарнитура се яде ориз или булгур.
По обяд много кулинарни кухни предлагат това, което се нарича fatair: пълнени кнедли, както и шаурма или пилешки кебап, шиш тавук.

### Вечеря
Вечерята е между 19 и 22 часа. Може да е лека и да съдържа подобни съставки като закуската, но може и да е засищаща. В зависимост от предпочитанията и региона топлата храна се консумира поне веднъж на ден, но може да се приготвя и два пъти на ден.
Вечерята започва с различни мезета, които могат да бъдат и основното хранене. Тези малки ястия могат да се намажат с кремообразни намазки като хумус и дип от патладжани (батериш), да се добавят към печени или мариновани зеленчуци (мусака) със сос от кисело мляко (кашк) или да се залеят с хляб от обща чиния. Пресни салати от домати, жито и наситнен магданоз (табуле) също са включени като мезета.
Пилешко или говеждо месо на скара (машави) обикновено се сервира като основно ястие, с пресен лук, магданоз или пържени домати като гарнитура; допълнително – пълнени тиквички или патладжани (макдус), гювеч, кюфтета в доматен сос, давуд паша. Друго ястие, типично за сирийската кухня, е бамята, приготвена в доматен сос.

## Основни ястия

### Мезета
Мезетата са асортимент от предястия, които обикновено се сервират с арабски хляб преди основното ястие в сирийската кухня, последвано от кафе със сладкиши и/или плодове.
Разнообразието от топли и студени мезета отличава сирийската кухня. Те се сервират в началото на всяко сирийско хранене. Освен салати и ядки, на светски събития в средата на масата често се сервират до 40-50 малки мезета. Типичните мезета включват фатуш, хумус и табуле. В целия Левант традицията на мезетата е жива и датира още от Османската империя. Видът мезе варира значително, както сезонно, така и регионално. Мезетата с риба са често срещани в морските райони. В планините ястията мезетата се сервират предимно с месо. Пресните салати и летните плодове са типични летни мезета.
| име                                           | снимка | описание |
| --------------------------------------------- | ------ | --- |
| Баба гануш (на арабски: بابا غنوج)            |        | пюре от патладжани, чесън и магданоз, сусамов тахан, лимонов сок и зехтин                                                                           |
| Батериш (на арабски: باطرش)                   |        | пюре от печени патладжани |
| Фалафел (на арабски: فلافل)                   |        | пържено топче или кюфте от смлян нахут, бакла или двете                                                                                             |
| Фасулийя би-з-зейт (на арабски: فاصوليا بزيت) |        | зелен фасул със зехтин, лимон и чесън |
| Фатте (на арабски: فتّة)                       |        | парчета арабски хляб, покрити с други съставки |
| Фатте-ал-макдус (на арабски: فتّة المكدوس)     |        | фатте с макдус и кайма |
| Фатте би-л-ляхм (на арабски: فتّة باللحم)      |        | фатте с месо |
| Фатте би-с-самн (на арабски: فتّة بالسمن)      |        | фатте с телешка или овча мазнина |
| Фатте би-з-зейт (на арабски: فتّة بالزيت)      |        | фатте, приготвен в растително, царевично олио или зехтин                                                                                            |
| Фатте дажаж (на арабски: فتّة دجاج)            |        | фатте с пиле |
| Фаттуш (на арабски: فتوش)                     |        | салата от няколко градински зеленчуци и препечени или пържени парчета лаваш                                                                         |
| Харрак Есбао (на арабски: حراق اصبعو)         |        | леща с тесто |
| Хумус (на арабски: حمص)                       |        | хранителна паста от нахут и сусамов тахан с овкусители като зехтин, чесън, червен пипер и лимонов сок                                               |
| Хумус би-л-лахм (на арабски: حمص باللحم)      |        | хумус с месо отгоре |
| Джез мез (на арабски: جظ مظ)                  |        | вид шакшук – ястие с поширани яйца от Магреб, приготвено в сос от домати, зехтин, чушки, лук и чесън                                                |
| Кашк (на арабски: كشك)                        |        | разновидност на киселото мляко |
| Къббе (на арабски: كبة)                       |        | в Близкия Изток ястие от булгур, кайма и подправки, дълбоко пържено, торпедообразно кюфтеподобно ястие, което се пълни с някакво парче месо         |
| Лабне (на арабски: لبنة)                      |        | цедено кисело мляко, което на вкус прилича на сметана или заквасена сметана, само че е по-тръпчиво                                                  |
| Лахм би-аджин (لحم بعجين)                     |        | тънко парче тесто, покрито с кайма и зеленчуци |
| Макдус (на арабски: مكدوس)                    |        | пълнени мариновани патладжани |
| Макмур (на арабски: مكمور)                    |        | нарязани тиквички с ориз |
| Мусака (на арабски: مسقعة)                    |        | печени патладжани пасирани със зехтин, домати, лук и чесън                                                                                          |
| Мухаммара (на арабски: محمرة)                 |        | сос от люти чушки от Халеб, приготвен от халебски чушки                                                                                             |
| Мутаббал (на арабски: متبل)                   |        | пюре от патладжани, смесено с тахан, зехтин, сол и чесън                                                                                            |
| Шакерия (на арабски: شاكرية)                  |        | месо сварено в кисело мляко |
| Табулe (на арабски: تبولة)                    |        | салата от булгур, ситно нарязан магданоз, джоджен, домат, зелен лук, лимонов сок, зехтин и подправки                                                |
| Маклюбе ( مقلوبة‎,)                            |        | месо, ориз, пържени зеленчуци в тиган, който се обръща, преди да се постави ястието на масата, буквално преведено като "нагоре-надолу".             |
| Булгур                                        |        | пшеница, задушена, изсушена и смляна. Добавя се към много ястия; булгурът задължително трябва да присъства на трапезата на всички празнични вечери. |
| Мжаддара (مجدرة )                             |        | ястие от Близкия Изток, състоящо се от варен ориз, варена леща и пържен лук.                                                                        |

### Сарми
Сармите са oт лозови листа с плънка от  кайма с ориз.
| име                          | снимка | описание                                                                       |
| ---------------------------- | ------ | ------------------------------------------------------------------------------ |
| Ябрак (на арабски: يبرق)     |        | Лозови листа, пълнени с ориз и кайма, сварени и сервирани горещи               |
| Яланжи (на арабски: يالانجي) |        | Лозови листа, пълнени с ориз и различни зеленчуци, сервирани топли или студени |

### Кебаб
Кебап (на арабски: كباب ) е ястие от пържено месо, приготвено на скара, предимно от агнешко месо. Сервира се с пикантен доматен сос и алепски пипер. Има около 26 варианта на сирийския кебап.
| име                                    | снимка | описание                                                                                          |
| -------------------------------------- | ------ | ------------------------------------------------------------------------------------------------- |
| Кебаб халаби (на арабски: كباب حلبي )  |        | известен и като алепски кебаб                                                                     |
| Кебаб хинди (на арабски: كباب هندي)    |        | приготвен от агнешко руло, доматено пюре, лук, люта чушка и меласа от нар                         |
| Кебаб камайех (на арабски: كباب كميه)  |        | приготвен от меко месо с парченца трюфели, лук и различни ядки                                    |
| Кебаб караз (на арабски: كباب كرز)     |        | приготвен от агнешки кюфтета с вишни и черешова паста, кедрови ядки, захар и меласа от нар        |
| Кебаб хашхаш (на арабски: كباب خشخاش)  |        | приготвен от агнешко или телешко руло с лют червен пипер, магданоз, чесън и паста от кедрови ядки |
| Кебаб синийет (на арабски: صينيّة كباب) |        | приготвен от постна агнешка кайма, поднесена на поднос с люти чушки, лук и домати                 |

### Къббе
Къббе е сирийско ястие, което представлява вид пайове, приготвени от натрошен булгур и агнешка кайма с подправки и лук с различни пълнежи. То се пържи, пече или пече на скара. Счита се за национално сирийско ястие. В Сирия булката и бъдещата стопанка на къщата се оценяват по умението им да готвят добре и бързо къббе.
| име                                          | снимка | описание |
| -------------------------------------------- | ------ | --- |
| Къббе биссинийех (на арабски: كبّة بالصينيّة ) |        | чиния с печено къббе |
| Къббе халаб (на арабски: كبّة حلب)            |        | къббе с оризова кора; въпреки че тази рецепта е кръстена на Халеб, тя изглежда е с иракски произход                          |
| Къббе хамид (на арабски: كبّة حامض)           |        | къббе с лимонов сок |
| Къббе лабаньех (на арабски: كبّة لبنيّة)       |        | къббе с кисело мляко |
| Къббе корас (на арабски: (كبّة أقراص (مشوية)  |        | къббе на грил |
| Къббе найех (на арабски: كبّة نيّة)            |        | мезе, което вероятно произхожда от Халеб. Състои се от сурова агнешка (или телешка) кайма, смесена с фин булгур и подправки. |
| Къббе сафаржалех (на арабски: كبّة سفرجليّة)   |        | къббе с дюли |
| Къббе суммайех (на арабски: كبّة سمّاقيّة)      |        | къббе със смрадлика |

### Махши
Махши е ястие, известно в много страни от Близкия Изток, сервирано в Сирия, приготвено от зеленчуци (обикновено тиквички - на арабски: كوسا / куса или патладжани - на арабски: باذنجان / бадхинджан), пълнени (на арабски: محشي / махши) със смляно говеждо, агнешко или овнешко месо, ядки и ориз.

## Улична храна
Една от многото атракции на Дамаск е уличната храна, която е навсякъде. Може да се видят павилиони за шаварма на всяка крачка. Шавармата в сирийски стил е много вкусна. Избрани парчета нарязано пиле се пекат цял ден, като се обръщат бавно. Продавачът на шаварма притиска парче хляб към шишчето за месо, попивайки малко от сока, след което го притиска за кратко към металната решетка, за да препече леко хляба. Шавармата се нарязва сръчно на ситно, като се прави опит да се хванат идеално запечените парчета, след което се сервира с купичка чеснова майонеза, смесена с кисело мляко и резенчета много кисела кисела краставичка. Тортилята се навива на руло и се увива във восъчна хартия.
Друга популярна закуска е фалафелът - топчета от нахут, запържени до златисто кафяво и хрупкави отвън, с дъвчащ пълнеж отвътре. Подобни ястия има и в други арабски страни. Топчетата се увиват като шаурма в питка и се сервират с резенчета домат и лук.
Фуул може да се намери навсякъде в Дамаск на цветни колички. Това е супена смес от нахут, лимонов сок и боб, която се яде за закуска. Те са като малки колички за пуканки, с голям гевгир в средата, пълен с гориво, сервирани топли и свежи през целия ден. Разпределя се с лъжица в купички, след което се изцеждат няколко резенчета лимон - остри и пикантни.
| име                                      | снимка | описание |
| ---------------------------------------- | ------ | --- |
| Буоза (на арабски: بوظة)                 |        | Сладоледът е известен със своята еластична текстура, която се дължи на наличието на мастикс |
| Фалафел (на арабски: فلافل)              |        | Пържени топчета или кюфтета с подправки, пюре от нахут, най-често сервирано в арабска пита, с кисели краставички, тахан, хумус, смрадлика, салата от нарязани зеленчуци и често шате, лют сос, чийто вид зависи от производителя                                                                                  |
| Каак (на арабски: كعك)                   |        | Пръстени хляб, направени от брашно и други съставки, обикновено поръсени със сусамово семе, понякога се сервират придружени от сирийско сирене; маслена и подсладена версия, пълна с натрошени фурми или орехи, консумирана като десерт, обикновено сервирана със сирене във формата на конец (jibne mashallale). |
| Манакиш (или Сфиха) (на арабски: مناقيش) |        | Тесто, поръсено с мащерка, сирене или кайма; може да се нареже или сгъне и може да се сервира както за закуска, така и за обяд |
| Шаварма (на арабски: شاورما)             |        | Нарязано и мариновано месо, изрязано от шиш и пълнено с арабска питка или понякога багета, самостоятелно с хумус или с допълнителни гарнитури като пресен лук, пържени картофи, салати и кисели краставички |
| Фуул                                     |        | Смес от супа от нахут, лимонов сок и боб, изядена за закуска. |

## Захарни изделия
Освен баклавата, която се сервира у дома, в сирийската кухня са популярни кнафе и кадаиф (вито тесто, изпечено на конци), пълнено със сирене или ядки и залято със сироп. Приготвянето на сладки ястия е много сложно, така че те се купуват предимно в специализирани магазини, които предлагат сладкиши и други десерти в допълнение към тортите.
Сладоледът (буоза) е много популярен и традиционно се смесва с мастикс, което придава на крема по-дъвкаща консистенция от традиционния сладолед.
Сладкарството в Сирия е цяло изкуство, особено правенето на сладкиши. Те се различават от турските такива с това, че съдържат много повече ядки и по-малко захар с изключение на 2-3 вида сладкиши каквито са хариса набулсия, кнафе, мадлюя, силно сиропирани.
| име                                        | снимка | описание |
| ------------------------------------------ | ------ | --- |
| Баклава (на арабски: بقلاوة)               |        | Бутер тесто с пълнеж от ядки, напоени с меден сироп и обикновено нарязани на триъгълник или ромб |
| Баразек (на арабски: برازق)                |        | Вид сусамова бисквитка, приготвена от бял сусам, масло, захар, мляко и мед |
| Басбуса (на арабски: بسبوسة)               |        | Сладка торта, приготвена от варен грис или пюре, напоена с обикновен сироп |
| Башнина (на арабски: البشمينا)             |        | Прави се предимно от брашно с меден сироп, наречен атр. |
| Билатат джаханам (на арабски: بلاطة جهنم)  |        | Прави се основно от захар и брашно с червени хранителни оцветители |
| Креп (на арабски: كريب)                    |        | Много тънко френско тесто с масло и захар |
| Халавет хомсиех (на арабски: حلاوة حمصيّة)  |        | Известен също като ал-Курмашлия, приготвен от брашно, вода и сол, запържен с масло, докато се образуват малки парчета, които по-късно се оцветяват                                                           |
| Газел ал-банат (на арабски: غزل البنات)    |        | Захарен памук с плънка от шамфъстък или кашу |
| Халавет ел Джибн (на арабски: حلاوة الجبن) |        | Тесто от грис и сирене, навито на руло, пълнено със сметана, поднесено с меден сироп |
| Халва (на арабски: حلوة)                   |        | Парче сусамова паста, поръсена с плодове и бонбони |
| Хайталия (на арабски: هيطلية)              |        | Нещо като млечен пудинг |
| Кнафе (на арабски: كنافة)                  |        | Десерт от тестени кори за обувки с плънка от сладко бяло сирене, ядки и сироп |
| Маамул (на арабски: معمول)                 |        | Бисквитки, пълни с фурми, шамфъстък или орехи и оформени в дървена форма, наречена таби (طابع), популярни на християнски празници (Великден), мюсюлмански празници (Ид ал-Фитр) и еврейски празници (Пурим). |
| Мамуниех или мамуния (на арабски: مامونيّة) |        | Смес от грис и топено масло, задушени във вода и захар, обикновено сервиран със солено сирене или млечна сметана, наречена кищех (قشطة)и                                                                     |
| Мухалеби (на арабски: مهلبية)              |        | вид млечен пудинг |
| Набулсиех (на арабски: نابلسيّة)            |        | Слой полусолено сирене набулси, покрито с тесто от грис и полято с меден сироп (قطر) |
| Катайеф (Канафех) (на арабски: قطايف)      |        | Тесто от грис с плънка от сладка орехова паста или млечен крем, с меден сироп (قطر) |
| Камар аддин (на арабски: قمر الدين)        |        | Паста от сушени кайсии |
| Рахат-лукум (на арабски: راحة)             |        | Сладкарски продукт на основата на гел от нишесте и захар |
| Мляко с ориз (на арабски: رز بحليب)        |        | Ориз, смесен с вода или мляко и други съставки като канела |
| Симсимия (на арабски: السمسمية)            |        | Сладкарски продукт от сусамово семе, захар или мед с добавка на сапонария |
| Сувар ас-ситт (на арабски: سوار الست )     |        | Сладкиш във формата на диск, напоен с меден сироп, а центърът е покрит с натрошен шамфъстък |
| Тадж аль-малик (на арабски: تاج الملك )    |        | Кръгло сухо тесто, чийто център е напълнен с шамфъстък, кашу или други ядки |
| Джалеби (زلابيّة)                           |        | Тънки кори грисово тесто, сварено, разточено и с плънка от шамфъстък или млечна сметана, наречено кище (قشطة)                                                                                                |
| Знуд ас-ситт (на арабски: زنود الست        |        | Сладкиш от кори за баница с различни пълнежи |
| Полворон                                   |        | вид андалуски сладкиш, който произхожда от Леванта. Прави се от брашно, захар, мляко и ядки. |

## Сирена
| име                            | снимка | описание |
| ------------------------------ | ------ | --- |
| Аккави                         |        | бяло саламурено сирене с произход от град Акра, Израел |
| Халлуми                        |        | полутвърдо, неузряло, саламурено сирене |
| Джибне арабия (арабско сирене) |        | меко бяло сирене, разпространено в целия Близък Изток |
| Джибне байда                   |        | бяло твърдо сирене с подчертан солен вкус |
| Джибне хадра                   |        | вид сирене, произхождащо от Сирия, известно също като Jibneh mshalaleh |
| Шанклиш                        |        | мека извара от козе мляко, оформена на топчета, оваляна в билки. Предлага се в два вида: arish (пресен) и maestuin (зрял)                                                                   |
| Набулси                        |        | бяло солено сирене от овче или козе мляко, полутвърдо, без газови отвори. При нагряване става меко и еластично. Яде се прясно или пържено в олио. То е основната съставка на десерта кнафе. |
| Балади                         |        | Меко, бяло, гладко и кремообразно сирене с мек вкус, обикновено се намазва върху пресен хляб или крекери и най-често се яде за закуска или като лека закуска.                               |
| Кенафа                         |        | Безсолно много прясно меко сирене, което лесно се топи. Използва се за основа на десерти със сладко сирене.                                                                                 |
| Майдул                         |        | солено бяло сирене, състоящо се от дебели нишки, сплетени заедно (оттук и името) |
| Шелал                          |        | солено бяло сирене, направено от нишки, сплетени заедно |
| Чаркассия                      |        | меко прясно сирене |
| Трессе                         |        | известно също с арабското име Jibneh mshallale, то е вид сирене на котци, произхождащо от Сирия                                                                                             |
| Туркомани                      |        | меко поресто сирене с деликатен вкус |

## Напитки
Подсладеният чай се пие обилно по всяко време на деня. Кафето се сервира при много поводи, като гостуване на приятели, сватби, бизнес срещи или погребения, като кафето на прах се приготвя с подсладена вода. Кафето се пие сладко и силно и обикновено с кардамон.
В Сирия е популярна мате, първоначално аржентинска напитка, особено сред семействата на друзите. На повечето социални събирания от всякакъв вид се пие мате от малки чаши със сламки. Няколко лъжици сухи листа от билката се поставят в малка чашка, заливат се с вряща вода и обилно количество захар.
Ястията често се придружават от газирана вода, както и от плодови сокове като сок от портокал, нар или лимон с прясна мента. Подобно на турската кухня сирийската кухня също включва айрян. Пазарите имат сергии, продаващи студени напитки от тамаринд или сок от женско биле, в зависимост от сезона.
При раждане на дете или друго щастливо събитие те пият muggel - пикантен, традиционен чай, овкусен с бахар и канела, понякога приготвен с орехи, плуващи отгоре. Друга топла напитка е kammun, която обикновено се пие през зимата, съдържаща кимион, сол и вода.
В арабския свят пиенето на алкохол е забранено от Исляма, така че в Сирия няма много барове и ресторанти, които го сервират. В сирийските градове обаче има смесица от различни култури - християнска, еврейска, ислямска и др. така че пиенето на алкохол не винаги е заклеймено. Арабите не са големи фенове на алкохолните напитки и са склонни да пият вино или бира по време на хранене. Сред силните алкохолни напитки най-често срещаната е арак - водка с аромат на анасон. Напитката много прилича на турската ракия или на гръцкото узо. Не се консумира от бутилка, а малко количество се налива в малка чаша, добавя се вода и след това лед. След като бистрата течност побелее и стане мътна, се изпива на един дъх. Аракът често се сервира като аперитив към мезетата. В повечето ресторанти може да се намери бира. Алкохолните коктейли са доста редки. Гроздовите вина са рядко срещани – главно в християнските общности.
| име                                                | снимка | описание |
| -------------------------------------------------- | ------ | --- |
| Ал-мате (на арабски: المته)                        |        | Кофеинова напитка, направена от натрошени листа йерба мате и сервирана гореща                                                  |
| Арак (на арабски: عرق)                             |        | Бистра дестилирана спиртна напитка, произведена от грозде и ароматизирана със семена от анасон (водка от анасон)               |
| Айран (на арабски: عيران)                          |        | Напитка на основата на кисело мляко, смесена със сол и вода                                                                    |
| Джалляб (на арабски: جلاب)                         |        | Плодов сироп, който може да се смеси с течност за приготвяне на топла или гореща напитка                                       |
| Поло (на арабски: بولو)                            |        | ментова лимонада |
| Бяло кафе                                          |        | Безкофеинова напитка, приготвена от вода и портокалов цвят, подсладена със захар по желание, обикновено сервирана вместо кафе. |
| Каммун                                             |        | Топла напитка, обикновено пита през зимата, съдържаща кимион, сол и вода.                                                      |
| Камар ал дин (на арабски: قمر الدين)               |        | Гъст сок от кайсии, който обикновено се сервира на ифтар по време на Рамазан байрам                                            |
| Салеп (на арабски: سحلب)                           |        | Традиционна зимна напитка от брашно от грудки от род Orchis; брашното от салеп се използва в напитки и десерти                 |
| Сирийска бира Ал шарк (на арабски: البيرة السوريّة) |        | Напитка, направена от малц, ферментирал с мая и ароматизиран с хмел                                                            |
| Сирийско кафе (на арабски: قهوة)                   |        | Напитка, приготвена от леко изпечени кафеени зърна заедно с кардамон и сервирана в малки чаши (подобно на турското кафе).      |
| Вино (на арабски: نبيذ)                            |        | Алкохолна напитка от ферментирало грозде                                                                                       |
| Ара Ал-сусе (عرق السوس)                            |        | Напитка, приготвяна от корените на женско биле, освежаваща и с много ползи, като често се приготвя студена и през лятото.      |

## Хляб
Пита е плосък, безквасен кръгъл хляб, направен от пшенично брашно, разпространена в Близкия Изток. Особеността му е, че вътре в него остава празна кухина, която често се пълни с различни пълнежи.
Лахма е мек млечен хляб, популярен в Сирия и Гърция (известен също като "Кападокия"). Традиционно се пече в кръгла тенекия и се нарязва на триъгълници.
Каак са хлебчета, направени от грис и други съставки, поръсени със сусам. Обикновено се сервира със сирийско сирене. Сладка версия, пълнена с нарязани фурми или орехи, се сервира като десерт, обикновено с jibneh mashallaleh.

## Подправки
Често се използват следните подправки за ястия: халебски пипер, сусам, зехтин, лимонов сок, магданоз, мента. Халебският пипер, от едноименния град, е често срещана подправка в региона. Той е умерено пикантен и има богат плодов аромат. Обикновено се суши на слънце и се натрива между ръцете със зехтин, докато се абсорбира напълно. След това се смачква за съхранение.
Бахарат бушаккалех е смес от подправки, често използвана в сирийската кухня, обикновено включваща черен пипер, кориандър, канела, карамфил, кимион, кардамон, индийско орехче и червен пипер.
Подправката сумак е много популярна в сирийската кухня и е основната съставка в салатата фатуш. Малките червени плодове се изсушават и се смилат фино, за да се получи пикантна, тъмнолилава подправка, предпочитана от сирийците.